# Buckleria madecassea
Buckleria madecassea là một loài bướm đêm thuộc họ Pterophoridae. Nó được biết đến ở Madagascar.